# DJ (canción)
«DJ» es un sencillo del músico y compositor británico David Bowie, extraído del álbum Lodger y lanzado el 29 de junio de 1979.

## Lista de canciones
1. «DJ» (Bowie, Eno, Alomar) – 3:59
2. «Repetition» (Bowie) – 2:59

## Créditos
Productores
- Tony Visconti
- David Bowie

Músicos
- David Bowie: voz, piano, chamberlin
- Adrian Belew: guitarra
- Carlos Alomar: guitarra
- George Murray: bajo
- Dennis Davis: batería
- Simon House: violín en "Repetition"
- Roger Powell: sintetizador en "Repetition"

## Otros lanzamientos
- También aparece en los diguientes compilatorios:
  - Chameleon (Australia/Nueva Zealand 1979)
  - ChangesTwoBowie (1981)
  - Fame and Fashion (1984)
  - The Singles Collection (1993)
  - The Best of 1974/1979 (1998)
- Se lanzó como picture disc a través de RCA en el box set Life Time.

## Versiones
- Danny Michel - Loving the Alien: Danny Michel Sings the Songs of David Bowie (2004)